# Ляник
Ляник (на сръбски: Љаник или Ljanik) е село в Югоизточна Сърбия, Пчински окръг, община Прешево.

## История
В XIX век Ляник е село в Кумановска каза на Османската империя. Според статистиката на Васил Кънчов („Македония. Етнография и статистика“) от 1900 г. Линик е село, населявано от 60 жители българи християни. Според патриаршеския митрополит Фирмилиан в 1902 година в селото има 12 сръбски патриаршистки къщи. Според преброяването на населението от 2002 г. селото има 29 жители сърби.